# Joe Krabbenhoft
Joseph Krabbenhoft, detto Joe (Sioux Falls, 24 marzo 1987), è un ex cestista e allenatore di pallacanestro statunitense, professionista nella NBDL, in Europa e in Asia.

## Carriera

### Giocatore

#### College
Ha giocato dal 2005 al 2009 a Wisconsin nella NCAA, per un totale di 136 partite disputate nell'arco della sua carriera universitaria. Chiude il suo quadriennio con medie di 6,1 punti, 5,6 rimbalzi e 2 assist a partita.

#### Professionista
Non viene selezionato da nessuna squadra durante il Draft NBA 2009. Nella stagione 2009-10 gioca in NBDL con i Sioux Falls Skyforce; nel gennaio del 2010 lascia la squadra per andare a giocare in Corea del Sud con i Seul SK Knights. Nel marzo del 2010 torna agli Skyforce, con cui conclude la stagione in NBDL con un bilancio totale di 18 partite giocate e con medie di 13,8 punti, 7,2 rimbalzi, 2,5 assist ed 1,2 palle recuperate in 28,8 minuti di media. Successivamente inizia la stagione 2010-2011 a Lleida, in Liga LEB, la seconda divisione spagnola; nell'ottobre del 2010 lascia la squadra per trasferirsi in Grecia al Panellīnios, con cui gioca anche in Eurocup (12 partite); disputa 38 partite nel campionato greco, con medie di . Disputa poi la stagione 2011-12, la sua ultima come giocatore professionistica, a Breogan, squadra della seconda divisione spagnola, dove tiene medie di 10,1 punti e 6,4 rimbalzi in 27 partite, 21 delle quali giocate come titolare.

### Allenatore
Nella stagione 2012-13 ha lavorato come assistente alla University of Wisconsin; successivamente dal 2013 al 2016 ha ricoperto lo stesso ruolo alla South Dakota State University.